# Lau Kidupen
Lau Kidupen is een bestuurslaag in het regentschap Karo van de provincie Noord-Sumatra, Indonesië. Lau Kidupen telt 120 inwoners (volkstelling 2010).